# Philippe Ebly
Philippe Ebly (vlastním jménem Jacques Gouzou) (29. července 1920, Paříž – 1. března 2014, Lutych) byl belgický frankofonní spisovatel sci-fi a fantasy knih pro děti a mládež.
Vzděláním byl elektroinženýr. Svou spisovatelskou kariéru započal roku 1971 dobrodružným příběhem Destination Uruapan (Směr Uruapan). Pokračování příběhu Celui qui revenait de loin (1972, Návrat z nenávratna), je již sci-fi, protože v něm hraje významnou roli cestování časem. Prvky sci-fi a fantasy se v jeho dalších dílech projevovaly stále silněji, až se dostal i k žánru space opery. Je autorem tří rozsáhlých románových cyklů a několika samostatných románů, celkem více než čtyřiceti knih.

## Dílo
- Les Conquérants de l'impossible (1971–2009, Dobyvatelé nemožného), 21 románů.
  - Destination Uruapan (1971, Směr Uruapan), dobrodružný příběh tří chlapců v Mexiku, kam byli proti své vůli zavlečeni bandou zločinců. Setkají se s indiánským chlapcem Xolotlem a seznámí se s nadpřirozenými schopnostmi indiánských šamanů. Všechny spojí nerozlučné přátelství.
  - Celui qui revenait de loin (1972, Ten, který se vrátil zdaleka), česky jako Návrat z nenávratna, příběh odehrávající se ve Francii, ve kterém chlapci asistují při oživování mladíka, který před staletími spadl do jeskyně naplněné tekutým dusíkem.
  - L'Éclair qui effaçait tout (1972, Blesk, který vymazal všechno).
  - L'Évadé de l'an II (1973, Uprchlík z roku II).
  - Pour sauver le Diamant Noir (1973, Jak zachránit černý diamat).
  - ... et les Martiens invitèrent les Hommes (1974, ...a Marťané pozvali Pozemšťany).
  - La navire qui remontait le temps (1974, Plavba časem).
  - La ville qui n'existait pas (1975, Neexistující město).
  - La voûte invisible (1976).
  - L'île surgie de la mer (1977).
  - The Robot That Ran Away (1978).
  - SOS Léonard de Vinci (1979).
  - Le naufragé des étoiles (1980).
  - Le matin des dinosaures (1982).
  - La Grande Peur de l'an 2117 (1983).
  - 2159, la fin des temps troublés (1985).
  - Les parias de l'an 2187 (1986).
  - L'ordinateur qui semait le désordre (1986).
  - Mission sans retour (1996).
  - Le prisonnier de l'eau (2007).
  - Le chien qui miaulait (2009).
- Les Évadés du temps (1977–1988, Uprchlíci v čase), 9 románů.
  - Les trois portes (1977, Tři brány).
  - Le voyageur de l'au-delà (1978, Poutník ze záhrobí).
  - Volontaires pour l'inconnu (1980, Dobyvatelé neznáma).
  - Un frère au fond des siècles (1981).
  - Chasse au tigre en Corrèze (1983).
  - Le monstre aux deux têtes (1984).
  - Descente au pays sans nom (1985).
  - Objectif nulle part (1986).
  - Les dix jours impossibles (1988).
- Les Patrouilleurs de l'an 4003 (1984–1986, Patrola roku 4003), 5 románů, space opera.
  - La Forêt des castors (1984).
  - Au pouvoir des corsaires (1984).
  - La Vallée des cyclopes (1984).
  - L'Enlèvement du Dieu blanc (1985).
  - Les Marais de la mort (1985).

## Česká vydání
- Návrat z nenávratna, Albatros, Praha 1988, přeložil Otomar Radina, obsahuje romány Směr Uruapan a Návrat z nenávratna.